# مشاهیر (روستا، ورزقان)
مشاهیر یکی از روستاهای استان آذربایجان شرقی است که در دهستان ارزیل بخش خاروانا شهرستان ورزقان ودر همسایگی روستاهای‌ میوه‌رود و سیوان واقع شده‌است.
جمعیت این روستا، برپایهٔ نتایج سرشماری عمومی نفوس و مسکن سال ۱۳۸۵ خورشیدی، ۱۹۷ نفر بوده‌است.